# King Abdullah II Design and Development Bureau

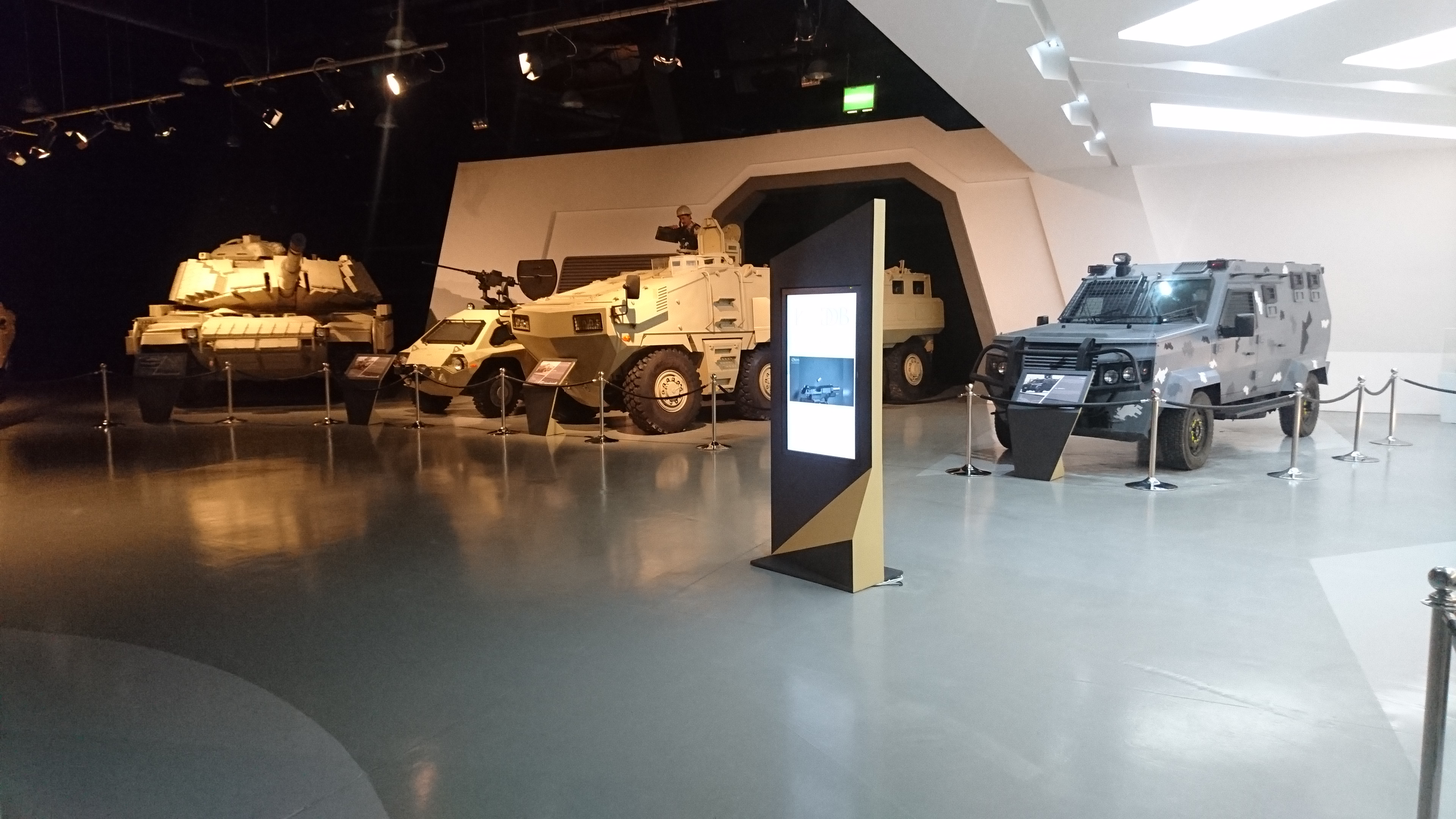
Aktuelle Fahrzeug-Entwicklungen aus dem Hause des KADDB. In der Mitte ist der Radpanzer Al-Mared zu erkennen.

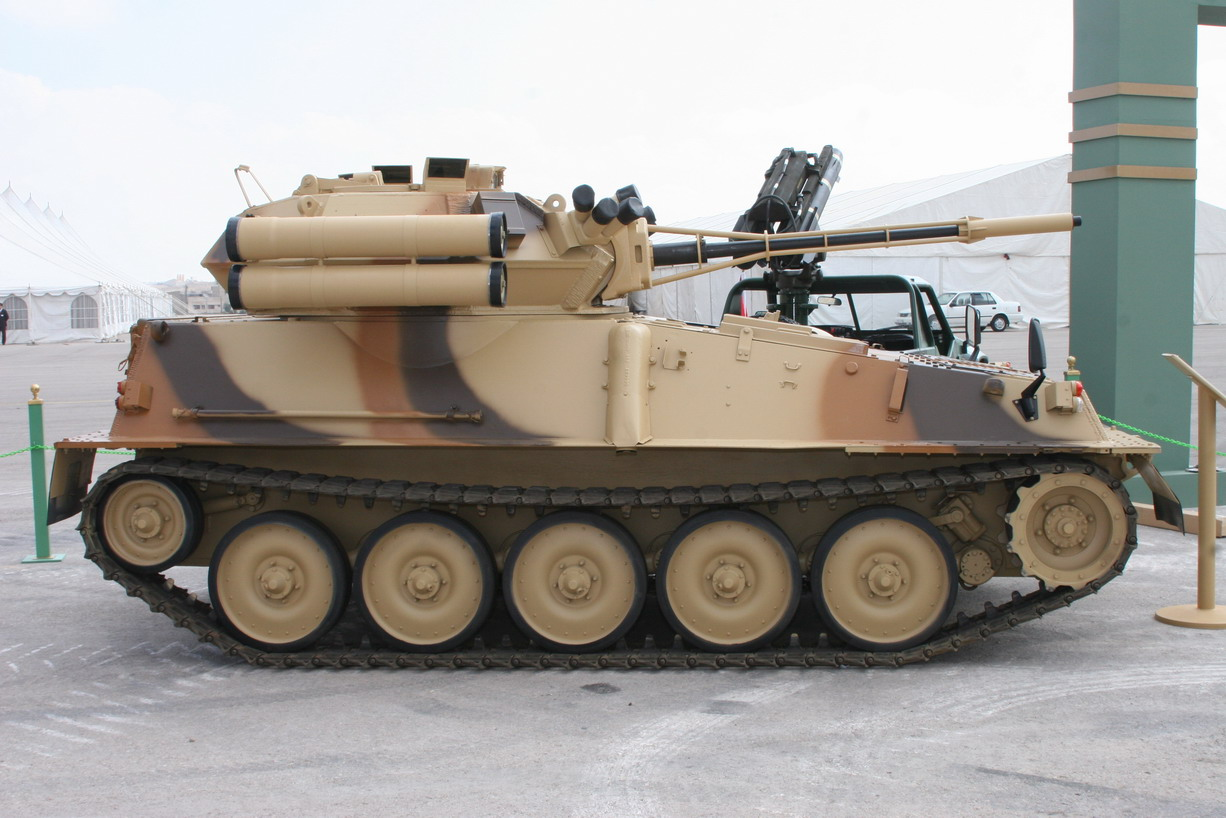
Von KADDB modernisierter britischer FV107 Scimitar, im Einsatz bei den jordanischen Streitkräften

Das King Abdullah II Design and Development Bureau (abgekürzt: KADDB, arabisch مركز الملك عبد الله الثاني للتصميم والتطوير, DMG Markaz al-Malik ʿAbd Allāh aṯ-ṯānī li-t-taṣmīm wa-t-taṭwīr) ist ein jordanisches Rüstungsunternehmen. Es wurde am 24. August 1999 durch einen königlichen Erlass von Abdullah II. gegründet, um eine einheimische Kapazität für die Erbringung wissenschaftlicher und technischer Dienstleistungen für die jordanischen Streitkräfte bereitzustellen. Das KADDB ist auch für die Lieferung von militärischen Ausrüstungsgegenständen vorgesehen, die speziell auf die lokalen Anforderungen ausgerichtet sind.
Das Staatsunternehmen ist eine unabhängige Einrichtung innerhalb der jordanischen Streitkräfte, die aus dem Verteidigungshaushalt als auch durch Verkaufseinnahmen von Produkten und Dienstleistungen finanziert wird.
Das KADDB beschäftigt in ihren beiden Strategischen Geschäftseinheiten (SGEs) rund 200 militärische und zivile Mitarbeiter. Das King Abdullah II Design and Development Bureau hat seinen Hauptsitz im Zentrum der jordanischen Hauptstadt Amman und ist in drei Abteilungen unterteilt: die Engineering Group, die Manufacturing Group und die Programs Group. Außerdem organisiert das Unternehmen die jordanische Rüstungsmesse Special Operations Forces Exhibition (SOFEX).

## Produkte
- Radpanzer Al-Mared
- Radpanzer Al-Fares

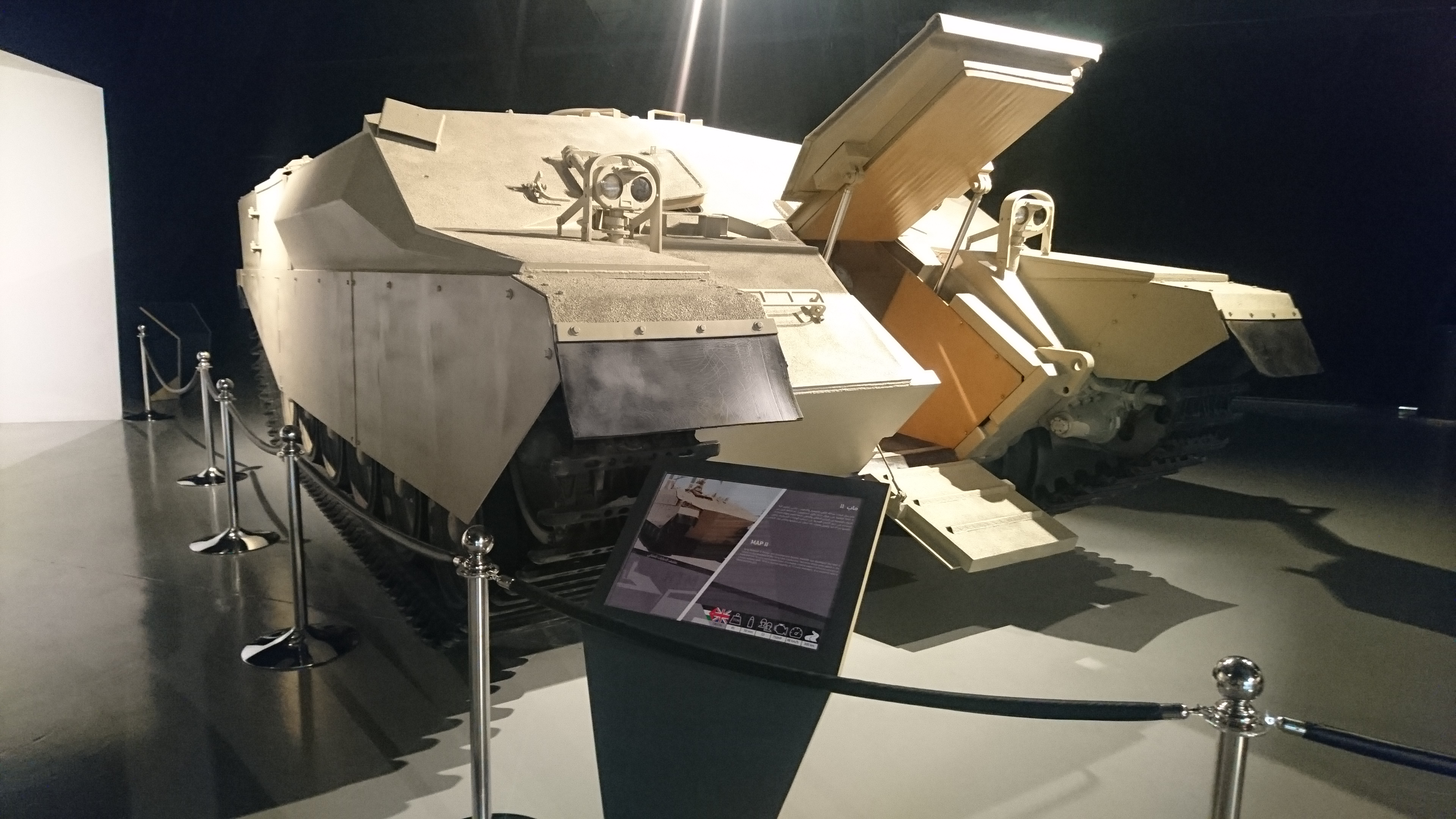
Schwerer Schützenpanzer MAP II

- Aufklärungs- und Gefechtsfahrzeug Al-Ghazāl
- Mehrzweckgeländewagen Al-Wahsh
- Leichtes Aufklärungsfahrzeug Desert Iris
- Light tactical vehicle Al-Washaq light tactical
- Leichter Radpanzer Stallion 1
- Bergepanzer Monjed
- Schwerer Transportpanzer MAP und MAP II
- Transportpanzer Temsah
- Transportpanzer Al Dawsar
- Munition und diverse Typen von Handfeuerwaffen, Pistolen und Mörsern
- Gefechtselektronik (z. B. GPS-Jammer)
- Nachtsichtgeräte